# Mick Herron
Mick Herron (Newcastle upon Tyne, 12 luglio 1963) è uno scrittore britannico di romanzi gialli.

## Biografia
Nato a Newcastle upon Tyne, vive a Oxford e lavora a Londra.
Laureato in letteratura inglese al Balliol College, ha esordito nella narrativa nel 2003 con il romanzo Down Cemetery Road e da allora ha pubblicato di più di dieci opere appartenenti al genere thriller e poliziesco.
Autore anche di racconti regolarmente ospitati nell'Ellery Queen’s Mystery Magazine, i suoi libri sono stati insigniti di diversi premi tra i quali spicca il Gold Dagger nel 2013 per In bocca al lupo.
Il quotidiano inglese The Daily Telegraph ha inserito il suo romanzo Un covo di bastardi tra le 20 migliori "spy novel" di tutti i tempi.
Nel 2022 i romanzi della serie Jackson Lamb hanno fornito il soggetto per la serie televisiva Slow Horses.

## Opere

### Serie Zoë Boehm
- Down Cemetery Road (2003)
- The Last Voice You Hear (2004)
- Why We Die (2006)
- Smoke and Whispers (2009)

### Serie Jackson Lamb

#### Romanzi
- Un covo di bastardi (Slow Horses, 2010), Milano, Feltrinelli, 2018 traduzione di Alfredo Colitto ISBN 978-88-07-89226-4.
- In bocca al lupo (Dead Lions, 2013), Milano, Feltrinelli, 2019 traduzione di Alfredo Colitto ISBN 978-88-07-03334-6.
- Le tigri sono in giro (Real Tigers, 2016), Milano, Feltrinelli, 2023 traduzione di Alfredo Colitto ISBN 978-88-07-03530-2.
- La strada delle spie (Spook Street, 2017), Milano, Feltrinelli, 2024 traduzione di Alfredo Colitto ISBN 978-88-07-03605-7.
- Le regole di Londra (London Rules, 2018), Milano, Feltrinelli, 2025, traduzione di Alfredo Colitto ISBN 978-88-58-86347-3
- Joe Country (2019)
- Slough House (2021)
- Bad Actors (2022)

#### Racconti brevi
- The List (2015)
- The Drop (titolo statunitense: The Marylebone Drop) (2018)
- The Catch (2020)
- The Last Dead Letter (2020)
- Standing by the Wall (2022)

#### Romanzi collegati alla serie
- Reconstruction (2008)
- Nobody Walks (2015)
- This is What Happened (2018)
- The Secret Hours (2023)

## Adattamenti televisivi
- Slow Horses serie TV (2022)

## Premi e riconoscimenti
- Gold Dagger: 2013 per In bocca al lupo
- CWA Ian Fleming Steel Dagger: 2017 per Spook Street
- Theakston's Old Peculier Crime Novel of the Year Award: 2022 per Slough House[6]
- Cartier Diamond Dagger: 2025 alla carriera[7]